# ホテル龍名館東京
ホテル龍名館東京（ホテルりゅうめいかんとうきょう）は、東京都中央区八重洲の八重洲龍名館ビルにあるホテル。株式会社龍名館グループのひとつ。

## 概要
株式会社龍名館が、経営・運営を行っている宿泊主体型ホテル。1909年（明治42年）に、「旅館 呉服橋龍名館」として開業。100周年にあたる2009年（平成21年）6月に、賃貸オフィスフロアとの複合型ビル「八重洲龍名館ビル」へ建て替え、新たにホテル龍名館東京として開業した。
ホテルは八重洲龍名館ビルの8階から15階に位置する。17.5㎡のシングルルームから70.2㎡あるスイートルーム、計12タイプの客室を揃えている。また15階には、同社が経営する日本料理店ホテル龍名館東京花ごよみが営業している。
八重洲龍名館ビルの1階は不動産仲介店、2階から7階まではオフィス区画となっている。ホテルとはビル出入口（ロビー）が区別されている。

## 沿革
- 1909年（明治42年）　旅館龍名館本店初代濱田卯兵衛により、東京都千代田区神田駿河台（旧神田区南甲賀町）にある旅館龍名館本店の支店として設立・開業される。当時の名称は「旅館呉服橋龍名館」。
- 1924年（大正13年）　関東大震災により焼失。
- 1926年（大正15年）　再建される。
- 1945年（昭和20年）　第二次世界大戦での空襲により焼失。表看板を残すのみとなった。
- 1947年（昭和22年）　再建される。
- 1963年（昭和38年）　呉服橋龍名館からホテル八重洲龍名館に改名。
- 2007年（平成19年）　3月にホテル八重洲龍名館は閉店。改築工事を行うため取り壊された。
- 2009年（平成21年）　6月1日、ホテル龍名館東京開業。

## ホテルコンセプト
株式会社龍名館は、ホテル龍名館東京を開業するにあたり、都市型ホテルとしての機能と、110年続く龍名館の伝統の融合を目指し、館内デザイン、サービス面ともに和のコンセプトを取り入れている。
旧ホテル八重洲龍名館の主要客室が和室であったのに対し、ホテル龍名館東京は洋室中心の構成になっている。4室ある和洋室には、旧ホテル八重洲龍名館の客室で使用されていた欄間をアートワークとして使用している。
また、1階のホテルエレベーターホールには、旧旅館呉服橋龍名館の表看板を展示している。

## 交通
- 電車
  - JR東京駅八重洲北口より徒歩3分
  - 東京地下鉄東西線・銀座線日本橋駅A3出口より徒歩1分
- 車
  - 首都高速都心環状線呉服橋出入口より約1分